# 高承祚
高承祚（？—？），字元錫，號立峯，直隸松江府華亭人，明朝政治人物。

## 生平
萬曆七年（1579年）己卯科應天府鄉試第四十三名舉人。萬曆二十年壬辰科礼部会试中式七十九名，未廷试，二十三年（1595年），登乙未科第三甲第一百五十一名進士，大理寺觀政，授翰林院庶吉士。丁憂，二十八年七月授翰林院检讨，二十九年會試同考。著有《知古堂集》、《石室余论》。其宅第在西長生橋。

## 家族
高祖高平，號梅軒，處士。曾祖高博，號颐元，登成化癸卯科舉人，仕为武岡州學正，祀乡贤；祖父高國容，稱松石先生，太学生，以伯子高士貴封南京吏部验封司主事；祖母莫安人，生四子：長子高士、次丰城學博高才、次高年。父高年（1523年-1595年），字志遠，號南泉，禮部儒士。母周氏，御史周鵷之孫女，生三子：承福、承祖、承祚。